# Tella (Argélia)
Tella (em árabe: التلة) é uma comuna localizada na província de Sétif, Argélia. Sua população estimada em 2008 era de 7 562 habitantes.